# Canadian Museum of Civilization
Il Museo della storia canadese (abbreviato in CMC e MCC) è il museo con più visitatori di tutto lo Stato, con all'incirca 1.300.000 visitatori ogni anno.
Il museo è situato a Gatineau, nella regione del Quebec, presso il fiume Ottawa e il Parlamento canadese. Lo scopo principale di questo museo è quello di collezionare, studiare e analizzare reperti che riguardino tutta la storia umana del Canada e le diversità culturali delle varie popolazioni.
Il pubblico conosce il CMC soprattutto per le sue gallerie d'arte permanenti, che esplorano la storia del Canada attraverso 20.000 anni di reperti, ma anche per la sua architettura e la posizione lungo le sponde del fiume. Il museo presenta inoltre un variegato programma di esposizioni temporanee, che approfondiscono tematiche specifiche, e in particolare sulle varie popolazioni locali. Il CMC è anche un importante istituto di ricerca. All'interno del suo staff qualificato si trovano alcuni esperti di storia canadese, archeologia, etnologia, e di cultura locale.
Le origini del museo risalgono al 1856, dato che inserisce il CMC fra le più importanti istituzioni culturali di tutto il Nord America. La struttura inoltre ospita altri due musei: il Canadian Children's Museum e il Canadian Postal Museum, e un teatro.
Nel 2013 il museo ha cambiato nome e si chiama ora Canadian Museum of History - Musée canadien de l'histoire
.
Il CMC è controllato dalla Canadian Museum of Civilization Corporation, una Crown Corporation federale che è anche responsabile del Canadian War Museum, del Canadian Children's Museum, il Canadian Postal Museum, e il Virtual Museum of New France. Il CMC è accreditato inoltre dalla American Association of Museums.

## Esibizioni permanenti
Il museo dispone di quattro gallerie permanenti: la Grand Hall, la First Peoples Hall, la Canada Hall, e la Face to Face: The Canadian Personalities Hall.

### Grand Hall

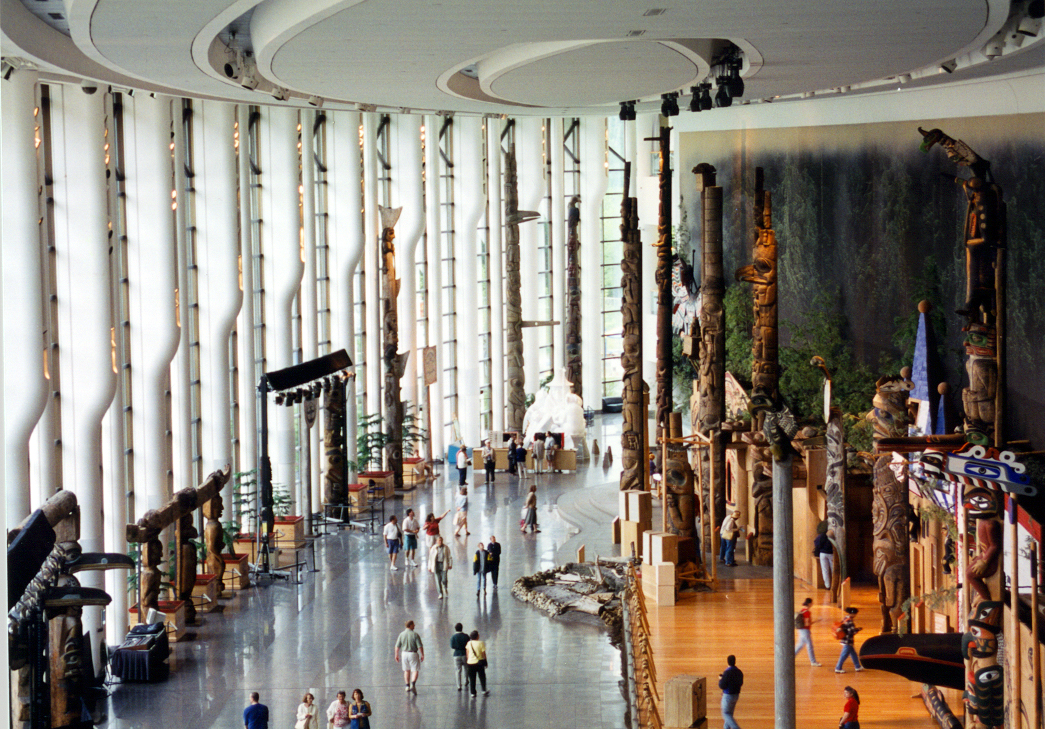
Interno del Museo.

La Grand Hall è al primo piano dell'edificio, e ne costituisce il centro ideale. Vi si trova una vetrata enorme larga 112 m e alta 15 m, che offre una superba vista sul fiume Ottawa e sulla Parliament Hill. Dall'altra parte invece si trova una fotografia dimensioni analoghe. Questa foto raffigurante una foresta è ancora oggi detentrice del Guinness dei primati per la fotografia più grande al mondo.
L'immagine fornisce la cornice per una dozzina di altissimi totem e per sei case tipiche indiane della costa dell'Oceano Pacifico, con le case collegate da una passerella. Le case sono state ricostruite sullo stile delle First Nations utilizzando legno di cedro importato dal Pacifico nordoccidentale. Il raggruppamento di totem, combinato con gli altri elementi nella Grand Hall, si dice essere la più grande esposizione di coperta di totem del mondo.

### First Peoples Hall
Sempre situata al primo piano dell'edificio, questa esposizione permanente raccoglie le testimonianze della storia delle prime popolazioni aborigene dalle loro originarie condizioni di vita fino a oggi. Vengono analizzati i rapporti delle First Peoples con la propria terra, e il loro contributo alla società. Questa sezione a sua volta è suddivisa in tre zone ben distinte:
An Aboriginal Presence parla delle differenze culturali fra i vari popoli locali, con il loro progresso e con i loro insediamenti in tutto il Nord America. Inoltre in questa ala sono trattate le narrazioni tradizionali di questi popoli, come i loro racconti sulla creazione del mondo.
An Ancient Bond with the Land esamina il rapporto fra le popolazioni e il loro territorio, con le sue risorse.
Arrival of Strangers - The Last 500 Years esamina infine il rapporto degli aborigeni con i primi europei giunti nel Nuovo Mondo. Vengono approfonditi alcuni argomenti come l'impatto del Cristianesimo sulle antiche religioni tribali, i conflitti con le prime autorità e istituzioni e la politica del Secondo dopoguerra con l'affermazione dei diritti civili. Con alcuni contributi infine viene anche trattata l'arte dei nativi.

### Canada Hall
La Canada Hall occupa gran parte del terzo piano dell'edificio. L'esposizione viene paragonata a una "strada", che invita il visitatore a passeggiare attraverso mille anni di storia canadese iniziando con l'arrivo degli esploratori Vichinghi: il primo popolo non-aborigeno ad avere messo piede su quello che è oggi il suolo canadese. Il viaggio inizia infatti dalla costa orientale verso l'anno 1000, attraverso i secoli fino all'arrivo delle potenze europee. Lungo il percorso, vengono affrontati argomenti come la nascita delle prime città occidentali e il processo di immigrazione dell'Ottocento, che coinvolse quasi tutto il Canada.
A rendere più appassionante la visita ci pensano alcuni attori, che con costumi dell'epoca mostrano antiche tradizioni o specifici momenti storici, con anche alcune piccole rappresentazioni.
Nonostante si chiami Canada Hall, la sala accoglie anche reperti di altre parti del mondo, come lo scafo di un'imbarcazione basca del 1560, oppure l'interno di un aeroporto degli anni 1960. Altri reperti curiosi sono una ricostruzione di una fattoria della Nuova Francia; lo spaccato di una strada tipica di una vecchia città dell'Ontario; una chiesa ucraina che dapprima giunta in Alberta è stata trasportata del tutto all'interno del museo e una barca da pesca che batteva un tempo le coste della Columbia Britannica.

### Face to Face
Nella sala Face to Face: The Canadian Personalities Hall si trovano informazioni e dati su alcune delle più famose e influenti figure di tutta la storia del Canada. Situata all'ultimo piano, questa è la galleria più recente di tutte. Quando fu aperta per la prima volta, il 29 giugno 2007, la sala conteneva 27 personalità. Fra queste vi sono scrittori, artisti, imprenditori, esploratori, attivisti e leader politici e militari. I personaggi vengono spesso alternati, ma il loro numero resta sempre costante.

## Storia

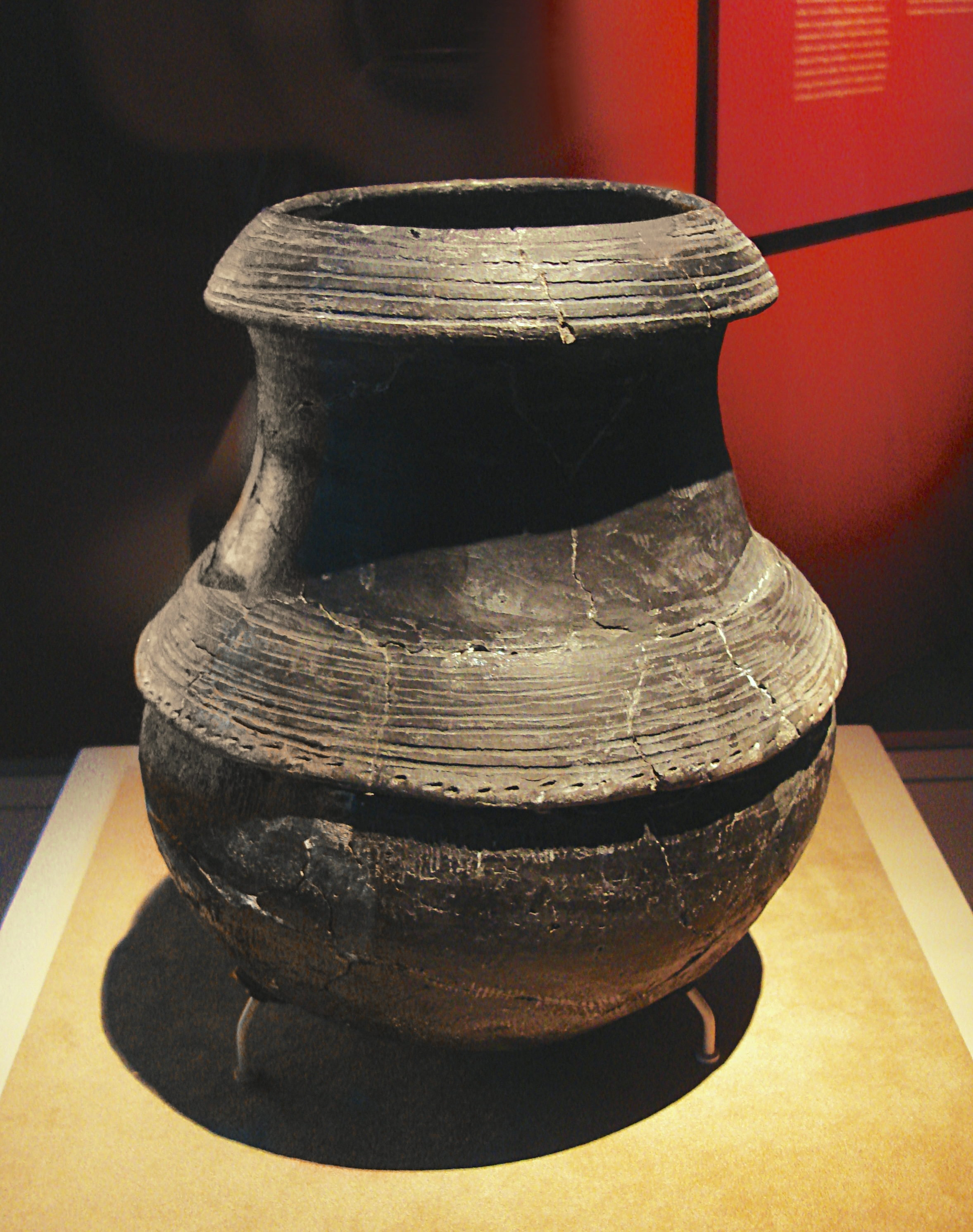
Un importante reperto della collezione: una pentola risalente all'antica Cina.

Il museo nacque ufficialmente nel 1856, e destinato ad ospitare mostre di geologia, con reperti militari ma anche artefatti umani e reperti biologici. All'inizio posto a Montréal, il museo si spostò a Ottawa nel 1881. Nel 1910 avvenne la prima importante svolta del museo, che passò ad affrontare anche aspetti antropologici, con l'esperto Franz Boas e il linguista Edward Sapir, e nello stesso anno venne rinominato National Museum of Canada, e ospitato nello stesso edificio della National Gallery of Canada.
Nel 1968, il museo fu diviso in due: nacquero il Canadian Museum of Nature e il Museum of Man, entrambi però ospitati nello stesso edificio. Nel 1982, sotto il governo di Pierre Trudeau, fu annunciato che il Museum of Man sarebbe stato trasferito in un'altra sede, ossia Hull (ora Gatineau).
Nel 1989 venne progettato un nuovo edificio per ospitare il museo. Al tempo dell'inaugurazione il costo totale dell'opera si dice sia passato dai preventivati 80 milioni di $ a una cifra vicina ai 340 milioni di $. Nonostante le critiche di molti, compresi alcuni esponenti del governo Mulroney per la struttura considerata in stile "Disney" e per il costo sbalorditivo, il museo divenne uno degli edifici più famosi e divenne inoltre "simbolo di una cultura multirazziale e integrata."

## Direttori del Museo
| Anni      | Direttore           |
| 1968–1983 | William E. Taylor   |
| 1983–1998 | George F. MacDonald |
| 1999–2000 | Joe Geurts          |
| 2000–2011 | Victor Rabinovitch  |
| 2011      | Mark O'Neill        |
| --------- | ------------------- |